# Ana María de Javohuey
Ana María Javouhey (Chamblanc (Francia) 10 de noviembre de 1779 – 15 de julio de 1851) fue una religiosa católica francesa que fundó la Congregación de las Hermanas de San José de Cluny, la cual está dedicada a la atención de enfermos y a la educación de las niñas. Fue beatificada por el Papa Pio XII  el 15 de octubre de 1950.

Junto con otras 7 religiosas fundó en 1805 el Instituto de San José de Cluny en Chalon-sur-Saône. La orden fue reconocida por el obispo de su diócesis en 1807. En 1812 tras la adquisición de un antiguo monasterio, la congregación se instaló en Cluny.
Su obra se extendió por diferentes territorios dependientes de Francia. En 1817 abrió un convento en las Islas Reunión, en 1821 en Senegal, en  1822 en Martinica y Guinea y en 1823 en Guadalupe.
En 1835 por petición del gobierno de Francia, se trasladó a Guinea para hacerse cargo de una colonia de 520 esclavos africanos a los que las autoridades deseaban instruir en los valores de la cultura europea y el cristianismo antes de concederles la libertad.
Volvió a Francia en 1843, debiendo hacer frente a nuevas dificultades, incluida la oposición de ciertos sectores eclesiásticos. La orden continuó se expansión y estableció nuevas casas en todo el mundo, India, Tahití, Madagascar etc., además de 30 fundaciones en Francia. 
La causa para su canonización se inició el 11 de febrero de 1908, siendo beatificada el 15 de octubre de 1950 por el Papa Pio XII.
Actualmente la Congregación de Hermanas de San José de Cluny tiene unas 3.000 hermanas distribuidas en más de 60 países, incluyendo España, Estados Unidos y Canadá.